# Hunjunalu, Sira
Hunjunalu là một làng thuộc tehsil Sira, huyện Tumkur, bang Karnataka, Ấn Độ.